# Masaharu Fukuyama

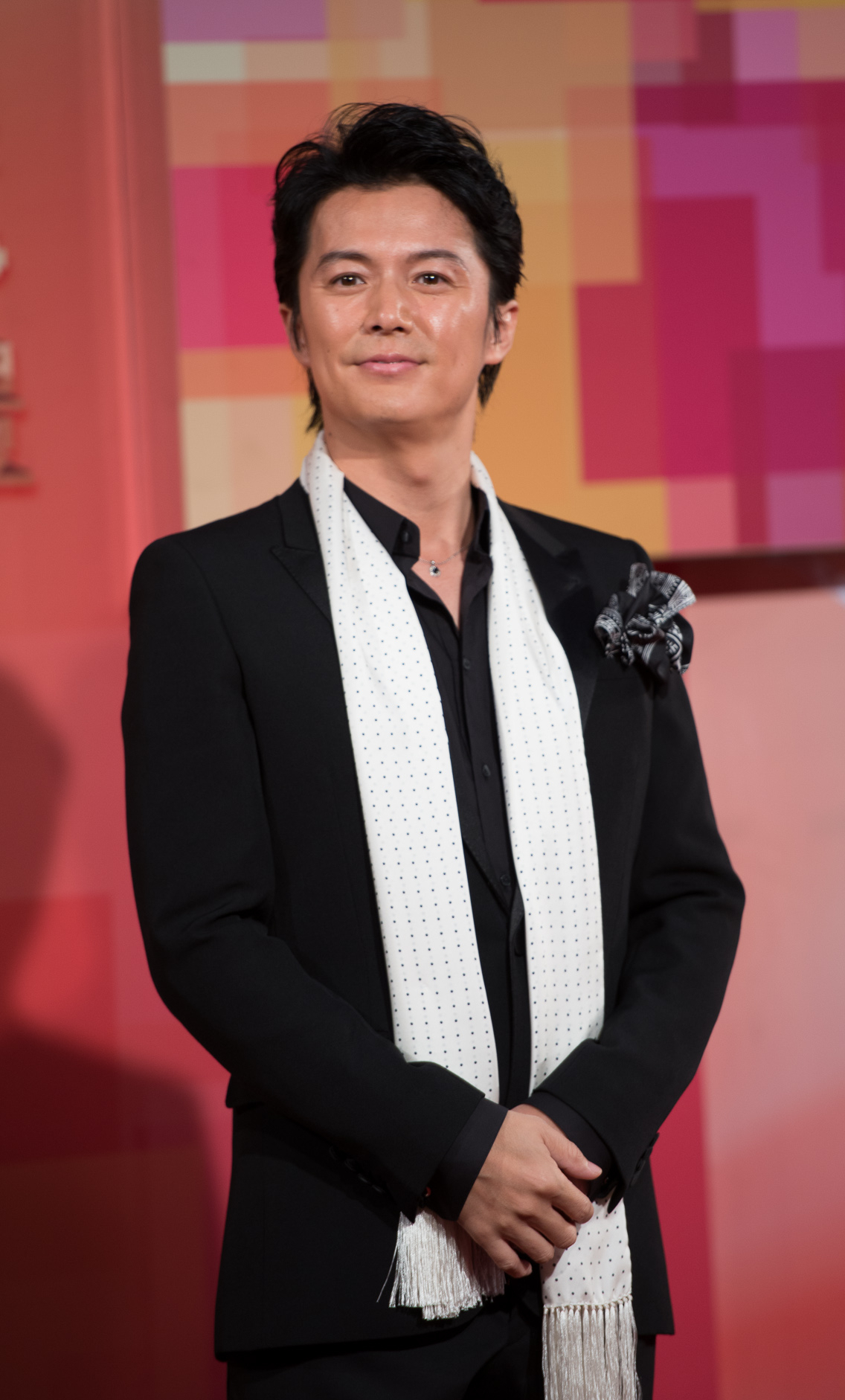
Masaharu Fukuyama bei den 24. Golden Melody Awards, Taipeh, 2013

Masaharu Fukuyama (jap. 福山 雅治, Fukuyama Masaharu; * 6. Februar 1969 in Nagasaki) ist ein japanischer Musiker, Schauspieler, Musikproduzent, Radiomoderator und Fotograf.

## Karriere
Mit 18 Jahren ging Fukuyama nach Tokio, um im Showgeschäft-Karriere zu machen. 1988 gewann er das Vorsprechen bei der Agentur Amuse. Erste Aufmerksamkeit zog er auf sich, als er im folgenden Jahr eine wichtige Rolle in dem Film Hon no 5g (ほんの5g) spielte.
Mit seiner ersten Single Tsuioku no Ame no Naka (追憶の雨の中) begann Fukuyama 1990 seine Karriere als Sänger. 1991 gab er sein Debüt als Radiomoderator beim Wochenprogramm ROCK AGE, des Radiosenders fm yokohama. Im selben Jahr erschien er auch erstmals in der Serie Ashita ga Aru Kara (あしたがあるから) beim Fernsehsender TBS.
1993 kam der Durchbruch für Fukuyama. Er spielte in der Serie Hitotsu Yane no Shita (ひとつ屋根の下) den Bruder des Protagonisten. Die Serie wurde ein großer Hit und erzielte mit im Durchschnitt fast 28,4 % eine sehr hohe Einschaltquote. 1995 erreichte er mit seiner 10. Single HELLO die Nummer 1 in den Oricon-Charts. Die Single wurde der erste Millionenseller für eine japanische Maxisingle.
Fukuyama legte jedoch eine Pause von seiner Schauspiel-/Musikkarriere ein. Zwischen 1996 und 1997 wurde er als Reisefotograf aktiv. Er veranstaltete auch seine erste Fotoausstellung.
Der Schauspieler hatte 1998 sein Comeback, als er die Hauptrolle in der Serie Meguri Ai (めぐり逢い) spielte. 1999 spielte er einen Täter in der erfolgreichen Krimi-Serie Fruhata Ninzaburo (古畑任三郎).
Zu seinem 10-jährigen Jubiläum als Sänger wurden von seiner 15. Single Sakura Zaka (桜坂) zwei Millionen Exemplare verkauft. Der Ort, auf den der Titel dieses Songs verweist, der Sakurazaka-Hügel, befindet sich in Ota-ku, Tokio, und wurde zu einer beliebten Touristenattraktion. Im selben Jahr startete Fukuyamas eigene Radiosendung Fukuyama Masharu no All Night Nippon Saturday Special: Tamashii no Radio (福山雅治のオールナイトニッポンサタデースペシャル・魂のラジオ). Die Sendung lief erfolgreich bis 2015.
2003 spielte Fukuyama gemeinsam mit Nanako Matsushima die Hauptrolle in der Serie Bijo ka Yajuu (美女か野獣). Seine 18. Single Niji/Himawari/Sore ga Subete sa (虹/ひまわり/それがすべてさ) blieb über 5 Wochen hinweg auf dem ersten Platz der Charts.
Seine erfolgreiche Karriere in TV-Serien setzte er 2007 mit Galileo (ガリレオ) fort. Der Hauptcharakter Manabu Yukawa und seine Schlüsselzeile Jitsu ni omoshiroi (dt. Sehr interessant) wurde ein soziales Phänomen. Fukuyama formierte mit seinem Co-Star Koh Shibasaki die Band KOH+ und veröffentlichte den Titelsong Kiss shite (KISSして). Er beteiligte sich auch an der Komposition des Soundtracks. Die Serie wurde ein Hit und 2008 unter dem Titel Yogisha X no Kenshin (容疑者Xの献身) erfolgreich verfilmt.
2010 spielte Fukuyama in der NHK Historie-Serie Ryomaden (龍馬伝) erstmals eine wirkliche Person: Ryoma Sakamoto. Er veröffentlichte auch sein 20 Jahre-Jubiläumsalbum ‚THE BEST BANG!!’. Seine 27. Single Kazoku ni Narouyo/fighting pose (家族になろうよ/fighting pose), die im folgenden Jahr herausgegeben wurde, blieb über 82 Wochen in den Oricon-Charts.
Die Fortsetzung der Serie Galileo wurde 2013 aufgenommen. Er spielte auch in der Verfilmung Manatsu no Hohteishiki (真夏の方程式) die Hauptrolle. Im selben Jahr spielte er in dem in Cannes preisgekrönten Film Soshite Chichi ni Naru (そして父になる). Fukuyama wurde für diese Arbeit als bester Schauspieler für den Japanese Academy Award nominiert.
Am 28. September 2015 proklamierte Fukuyama, die Schauspielerin Kazue Fukiishi heirateten zu wollen. Diese Nachricht sorgte am nächsten Tag für einen drastischen Rückgang des Amuse Inc. Aktienkurses. Dieses Phänomen wurde später „Fukuyama-Shock“ genannt.

## Diskografie

### Studioalben
| Jahr | Titel               | Höchstplatzierung, Gesamtwochen, AuszeichnungChartsChartplatzierungen (Jahr, Titel, Platzierungen, Wochen, Auszeichnungen, Anmerkungen) | Anmerkungen                                                    |
| Jahr | Titel               | JP | Anmerkungen                                                    |
| ---- | ------------------- | --- | -------------------------------------------------------------- |
| 1990 | Dengon (伝言) Rumor | — | Erstveröffentlichung: 21. April 1990                           |
| 1991 | Lion                | — | Erstveröffentlichung: 21. März 1991                            |
| 1991 | Bros.               | — | Erstveröffentlichung: 6. November 1991 Verkäufe JP: + 20.000   |
| 1992 | Boots               | JP11 Gold · (25 Wo.)JP | Erstveröffentlichung: 21. November 1992 Verkäufe JP: + 181.000 |
| 1993 | Calling             | JP1 Diamant · (41 Wo.)JP | Erstveröffentlichung: 21. Oktober 1993 Verkäufe JP: + 853.000  |
| 1994 | On and On           | JP1 ×2Doppelplatin · (25 Wo.)JP | Erstveröffentlichung: 9. Juni 1994 Verkäufe JP: + 712.000      |
| 1998 | Sing a Song         | JP5 Platin · (8 Wo.)JP | Erstveröffentlichung: 24. Juni 1998 Verkäufe JP: + 386.000     |
| 2001 | F                   | JP2 Diamant · (16 Wo.)JP | Erstveröffentlichung: 25. April 2001 Verkäufe JP: + 875.000    |
| 2006 | 5 Nen Mono          | JP1 ×2Doppelplatin · (32 Wo.)JP | Erstveröffentlichung: 6. Dezember 2006 Verkäufe JP: + 438.000  |
| 2009 | Zankyo              | JP1 ×2Doppelplatin · (65 Wo.)JP | Erstveröffentlichung: 30. Juni 2009 Verkäufe JP: + 485.000     |
| 2014 | Human               | JP1 Platin · (62 Wo.)JP | Erstveröffentlichung: 2. April 2014 Verkäufe JP: + 346.000     |
| 2019 | Double Encore       | JP2 (10 Wo.)JP | Erstveröffentlichung: 6. Februar 2019                          |
| 2020 | Akira               | JP1 Gold · (27 Wo.)JP | Erstveröffentlichung: 8. Dezember 2020                         |

### Kompilationen
| Jahr | Titel                            | Höchstplatzierung, Gesamtwochen, AuszeichnungChartsChartplatzierungen (Jahr, Titel, Platzierungen, Wochen, Auszeichnungen, Anmerkungen) | Anmerkungen                                                     |
| Jahr | Titel                            | JP | Anmerkungen                                                     |
| ---- | -------------------------------- | --- | --------------------------------------------------------------- |
| 1995 | M Collection: Kaze o Sagashiteru | JP1 ×3Dreifachplatin · (24 Wo.)JP | Erstveröffentlichung: 9. Juni 1995 Verkäufe JP: + 1.387.000     |
| 1999 | Magnum Collection 1999 "Dear"    | JP1 ×4Vierfachplatin · (40 Wo.)JP | Erstveröffentlichung: 8. Dezember 1999 Verkäufe JP: + 1.871.000 |
| 2003 | Magnum Collection "Slow"         | JP1 ×2Doppelplatin · (17 Wo.)JP | Erstveröffentlichung: 27. August 2003 Verkäufe JP: + 387.000    |
| 2010 | The Best Bang!!                  | JP1 ×3Dreifachplatin · (131 Wo.)JP | Erstveröffentlichung: 17. November 2010 Verkäufe JP: + 724.000  |
| 2015 | Fuku no Oto (福の音)             | JP1 Platin · (42 Wo.)JP | Erstveröffentlichung: 23. Dezember 2015 Verkäufe JP: + 286.000  |

### Coveralben
| Jahr | Titel                                               | Höchstplatzierung, Gesamtwochen, AuszeichnungChartsChartplatzierungen (Jahr, Titel, Platzierungen, Wochen, Auszeichnungen, Anmerkungen) | Anmerkungen                                                |
| Jahr | Titel                                               | JP | Anmerkungen                                                |
| ---- | --------------------------------------------------- | --- | ---------------------------------------------------------- |
| 2002 | „Fukuyama Engineering“ Soundtrack The Golden Oldies | JP2 Platin · (25 Wo.)JP | Erstveröffentlichung: 26. Juni 2002 Verkäufe JP: + 561.000 |
| 2015 | Tama Riku (魂リク)                                  | JP1 Platin · (26 Wo.)JP | Erstveröffentlichung: 8. April 2015 Verkäufe JP: + 123.000 |

### Livealben
| Jahr | Titel                                           | Höchstplatzierung, Gesamtwochen, AuszeichnungChartsChartplatzierungen (Jahr, Titel, Platzierungen, Wochen, Auszeichnungen, Anmerkungen) | Anmerkungen                                                |
| Jahr | Titel                                           | JP | Anmerkungen                                                |
| ---- | ----------------------------------------------- | --- | ---------------------------------------------------------- |
| 2001 | Acoustic Live Best Selection "Live Fukuyamania" | JP4 Gold · (6 Wo.)JP | Erstveröffentlichung: 27. Juni 2001 Verkäufe JP: + 224.000 |

### Remixalben
| Jahr | Titel                                                        | Höchstplatzierung, Gesamtwochen, AuszeichnungChartsChartplatzierungen (Jahr, Titel, Platzierungen, Wochen, Auszeichnungen, Anmerkungen) | Anmerkungen                                                                                    |
| Jahr | Titel                                                        | JP | Anmerkungen                                                                                    |
| ---- | ------------------------------------------------------------ | --- | ---------------------------------------------------------------------------------------------- |
| 2000 | Fukuyama Presents Magnum Classics: Kissin’ in the Holy Night | JP10 (7 Wo.)JP | Erstveröffentlichung: 6. Dezember 2000 Verkäufe JP: + 84.000; mit Royal Philharmonic Orchestra |
| 2005 | Fukuyama Presents Acoustic Fukuyamania                       | — | Erstveröffentlichung: 23. März 2005 Verkäufe JP: + 43.000                                      |
| 2006 | Another Works Remixed by Piston Nishizawa                    | JP2 Platin · (14 Wo.)JP | Erstveröffentlichung: 24. Mai 2006 Verkäufe JP: + 175.000                                      |

### Soundtracks
| Jahr | Titel                                            | Höchstplatzierung, Gesamtwochen, AuszeichnungChartsChartplatzierungen (Jahr, Titel, Platzierungen, Wochen, Auszeichnungen, Anmerkungen) | Anmerkungen                                                   |
| Jahr | Titel                                            | JP | Anmerkungen                                                   |
| ---- | ------------------------------------------------ | --- | ------------------------------------------------------------- |
| 1995 | M-Collection Birthday Present                    | JP— GoldJP | Erstveröffentlichung: 21. Oktober 1995 Verkäufe JP: + 344.000 |
| 1998 | More                                             | — | Erstveröffentlichung: 30. April 1998 Verkäufe JP: + 66.000    |
| 1999 | Rendezvous 1: "Perfect Love!" Original Song Book | JP23 (7 Wo.)JP | Erstveröffentlichung: 4. August 1999 Verkäufe JP: + 44.000    |
| 1999 | Rendezvous 2: "Perfect Love!" Original Song Book | — | Erstveröffentlichung: 4. August 1999 Verkäufe JP: + 18.000    |
| 2007 | Galileo Original Soundtrack                      | — | Erstveröffentlichung: 21. November 2007 Verkäufe JP: + 34.000 |
| 2013 | Galileo+                                         | — | Erstveröffentlichung: 26. Juni 2013 Verkäufe JP: + 68.000     |

### Singles
| Jahr | Titel Album                                              | Höchstplatzierung, Gesamtwochen, AuszeichnungChartsChartplatzierungen (Jahr, Titel, Album, Platzierungen, Wochen, Auszeichnungen, Anmerkungen) | Anmerkungen                                                                                          |
| Jahr | Titel Album                                              | JP | Anmerkungen                                                                                          |
| ---- | -------------------------------------------------------- | --- | --- |
| 1990 | Tsuioku no Ame no Naka Dengon                            | — | Erstveröffentlichung: 21. März 1990                                                                  |
| 1990 | Access Lion                                              | — | Erstveröffentlichung: 7. November 1990                                                               |
| 1991 | Kaze o Sagashiteru Lion                                  | — | Erstveröffentlichung: 21. Februar 1991                                                               |
| 1991 | Woh Wow / Tada Boku ga Kawatta Bros.                     | — | Erstveröffentlichung: 21. Oktober 1991 Verkäufe JP: + 3.500                                          |
| 1992 | Good Night Boots                                         | JP9 Gold · (22 Wo.)JP | Erstveröffentlichung: 21. Mai 1992 Verkäufe JP: + 312.000                                            |
| 1992 | Yakusoku no Oka Boots                                    | JP15 (5 Wo.)JP | Erstveröffentlichung: 28. Oktober 1992 Verkäufe JP: + 92.000                                         |
| 1993 | Melody / Baby Baby Calling                               | JP5 Platin · (21 Wo.)JP | Erstveröffentlichung: 2. Juni 1993 Verkäufe JP: + 593.000                                            |
| 1993 | All My Loving / Koibito Calling                          | JP2 Platin · (19 Wo.)JP | Erstveröffentlichung: 29. September 1993 Verkäufe JP: + 577.000                                      |
| 1994 | It’s Only Love / Sorry Baby On and On                    | JP1 Diamant · (24 Wo.)JP | Erstveröffentlichung: 24. März 1994 Verkäufe JP: + 1.176.000                                         |
| 1995 | Hello M Collection: Kaze o Sagashiteru                   | JP1 ×4Vierfachplatin · (15 Wo.)JP | Erstveröffentlichung: 6. Februar 1995 Verkäufe JP: + 1.871.000                                       |
| 1995 | Message –                                                | JP1 ×2Doppelplatin · (15 Wo.)JP | Erstveröffentlichung: 2. Oktober 1995 Verkäufe JP: + 939.000                                         |
| 1998 | Heart / You Sing a Song                                  | JP3 Platin · (12 Wo.)JP | Erstveröffentlichung: 30. April 1998 Verkäufe JP: + 570.000                                          |
| 1998 | Peach!! / Heart of Xmas Magnum Collection 1999 "Dear"    | JP4 Gold · (11 Wo.)JP | Erstveröffentlichung: 5. November 1998 Verkäufe JP: + 263.000                                        |
| 1999 | Heaven / Squall F / Magnum Collection 1999 "Dear"        | JP1 ×2Doppelplatin + Platin (Mobile Downloads Squall) · (31 Wo.)JP                                                                             | Erstveröffentlichung: 17. November 1999 Verkäufe JP: + 904.000                                       |
| 2000 | Sakura Zaka F                                            | JP1 ×2Doppeldiamant + Platin (Mobile Downloads) · (32 Wo.)JP                                                                                   | Erstveröffentlichung: 26. April 2000 · Verkäufe JP: + 2.299.000 · + JP: Gold (Streaming)             |
| 2000 | Hey! F                                                   | JP1 Platin · (8 Wo.)JP | Erstveröffentlichung: 12. Oktober 2000 Verkäufe JP: + 353.000                                        |
| 2001 | Gang F                                                   | JP3 Gold · (8 Wo.)JP | Erstveröffentlichung: 28. März 2001 Verkäufe JP: + 220.000                                           |
| 2003 | Niji / Himawari / Sore ga Subete sa 5 Nen Mono           | JP1 Diamant · (53 Wo.)JP | Erstveröffentlichung: 27. August 2003 Verkäufe JP: + 1.075.000                                       |
| 2004 | Naitari Shinaide / Red x Blue 5 Nen Mono                 | JP1 Platin · (20 Wo.)JP | Erstveröffentlichung: 1. Dezember 2004 Verkäufe JP: + 197.000                                        |
| 2005 | Tokio 5 Nen Mono                                         | JP2 Platin · (10 Wo.)JP | Erstveröffentlichung: 17. August 2005 Verkäufe JP: + 172.000                                         |
| 2006 | Milk Tea / Utsukushiki Hana 5 Nen Mono                   | JP1 Platin · (22 Wo.)JP | Erstveröffentlichung: 24. Mai 2006 Verkäufe JP: + 359.000                                            |
| 2007 | Tokio nimo Attanda / Muteki no Kimi Zankyō               | JP2 Gold · (13 Wo.)JP | Erstveröffentlichung: 11. April 2007 Verkäufe JP: + 140.000                                          |
| 2008 | Sō (New Love New World) Zankyō                           | JP2 Gold + Gold (Mobile Downloads) · (28 Wo.)JP                                                                                                | Erstveröffentlichung: 22. Oktober 2008 Verkäufe JP: + 178.000                                        |
| 2009 | Keshin Zankyō                                            | JP1 Gold + Platin (Digital) · (19 Wo.)JP | Erstveröffentlichung: 20. Mai 2009 Verkäufe JP: + 208.000                                            |
| 2009 | Hatsukoi The Best Bang!!                                 | JP1 ×2Platin + Doppelplatin (Mobile Downloads) · (36 Wo.)JP                                                                                    | Erstveröffentlichung: 16. Dezember 2009 · Verkäufe JP: + 270.000 · + JP: ×2Doppelplatin (Klingelton) |
| 2010 | Hotaru / Shōnen The Best Bang!!                          | JP1 Platin · (18 Wo.)JP | Erstveröffentlichung: 11. August 2010 Verkäufe JP: + 241.000                                         |
| 2011 | Kazoku ni Narouyo / Fighting Pose Human                  | JP1 Diamant (Digital) + Platin (Fighting Pose) · (85 Wo.)JP                                                                                    | Erstveröffentlichung: 31. August 2011 · Verkäufe JP: + 321.000 · + JP: Gold (Streaming)              |
| 2012 | Ikiteru Ikiteku Human                                    | JP1 Gold + Gold (Digital) · (20 Wo.)JP | Erstveröffentlichung: 28. März 2012 Verkäufe JP: + 177.000                                           |
| 2012 | Beautiful Life / Game Human                              | JP1 Gold + Gold (Digital) · (19 Wo.)JP | Erstveröffentlichung: 10. Oktober 2012 Verkäufe JP: + 181.000                                        |
| 2013 | Tanjoubi ni wa Mashiro na Yuri wo / Get the Groove Human | JP1 Gold + Gold (Digital) · (18 Wo.)JP | Erstveröffentlichung: 10. April 2013 Verkäufe JP: + 155.000                                          |
| 2015 | Nando Demo Hana ga Saku yō ni Watashi o Ikiyō –          | JP— GoldJP | Erstveröffentlichung: 21. März 2015                                                                  |
| 2015 | I Am a Hero –                                            | JP1 Platin · (13 Wo.)JP | Erstveröffentlichung: 19. August 2015 Verkäufe JP: + 187.000                                         |
| 2017 | Sanctuary –                                              | JP1 Gold · (17 Wo.)JP | Erstveröffentlichung: 13. September 2017                                                             |
| 2023 | Soubou –                                                 | JP— Gold (Streaming)JP | Erstveröffentlichung: 4. Dezember 2023                                                               |

Weitere Lieder
- 2004: Fukuyama Presents Rainbow ~Another Summer~ (JP: Gold)
- 2007: Kiss Shite (KISSして) Kissing (als KOH+, JP: Gold, JP: ×2Doppelplatin (Mobile Downloads) , JP: ×3Dreifachplatin (Klingelton) )
- 2009: Saiai (最愛) Beloved (JP: Platin (Mobile Downloads), JP: Gold, JP: ×3Dreifachplatin (Digital) , JP: ×2Doppelplatin (Klingelton) )
- 2010: Boy (JP: Gold (Mobile Downloads))
- 2010: Firefly (JP: Platin (Mobile Downloads))
- 2010: Rainbow (JP: Gold (Digital))
- 2011: Michishirube (道標) Sign Post (JP: Gold (Mobile Downloads))
- 2011: Let’s Try Again (als ein Teil von Team Amuse!, JP: Platin)
- 2013: Koi no Magic (恋の魔力) The Magic of Love (als KOH+, JP: Gold (Digital))
- 2018: Zero (JP: Gold (Digital))

### Videoalben
| Jahr | Titel | Höchstplatzierung, Gesamtwochen, AuszeichnungChartsChartplatzierungen (Jahr, Titel, Platzierungen, Wochen, Auszeichnungen, Anmerkungen) | Anmerkungen                             |
| Jahr | Titel | JP | Anmerkungen                             |
| ---- | --- | --- | --------------------------------------- |
| 1992 | Bros. | — | Erstveröffentlichung: 21. Januar 1992   |
| 1993 | Start | — | Erstveröffentlichung: 2. Juni 1993      |
| 1999 | Fukuyamania | — | Erstveröffentlichung: 6. Februar 1999   |
| 2001 | Fukuyama Masaharu Eggs Live: Osaka Dome / Club Eggsite | JP6 (2 Wo.)JP | Erstveröffentlichung: 12. Dezember 2001 |
| 2003 | Aa, Daikanshasai!! (嗚呼、大感謝祭!!) Oh, Great Thanksgiving Day | JP2 (4 Wo.)JP | Erstveröffentlichung: 26. März 2003     |
| 2005 | Masaharu Fukuyama 15th Anniversary Special DVD Box: Mata Aō! Mata Yarō na! (また逢おう!またやろうな!) Let’s Meet Again! Let’s Do It Again! | JP4 (5 Wo.)JP | Erstveröffentlichung: 14. Dezember 2005 |
| 2007 | We’re Bros. Tour 2007 Live DVD Special Box "17nen Mono" | JP3 (6 Wo.)JP | Erstveröffentlichung: 24. Oktober 2007  |
| 2010 | Masaharu Fukuyama 20th Anniversary We’re Bros. Tour 2009 Michishirube (道標) Sign Post | JP2 (9 Wo.)JP | Erstveröffentlichung: 28. April 2010    |
| 2010 | Fukuyama Natsu no Daisōgyōsai Inasayama (福山☆夏の大創業祭 稲佐山) Fukuyama’s Summer Grand Opening Party in Inasayama | JP3 (11 Wo.)JP | Erstveröffentlichung: 28. April 2010    |
| 2010 | We’re Bros. Tour 2007 "17nen Mono" | JP13 (2 Wo.)JP | Erstveröffentlichung: 30. Juni 2010     |
| 2010 | 15th Anniversary We’re Bros. Freedom Tour 2005: Kaze (風) Wind | JP22 (2 Wo.)JP | Erstveröffentlichung: 30. Juni 2010     |
| 2010 | We’re Bros. Tour ’98: Like a Hurricane | JP35 (2 Wo.)JP | Erstveröffentlichung: 30. Juni 2010     |
| 2010 | 10th Anniversary We’re Bros. Tour Magnum Collection 2000 | JP31 (2 Wo.)JP | Erstveröffentlichung: 30. Juni 2010     |
| 2010 | Fukuyama Fuyu no Daikanshasai Sono San: Yokohama Amaguriteki Yakai/Yokohama Marontic Night (福山☆冬の大感謝祭 其の三 ～横浜甘栗的夜会/ヨコハマ・マロンチックナイト～) Fukuyama’s Winter Thanksgiving Party Three: Yokohama Marontic Night                                                    | JP33 (2 Wo.)JP | Erstveröffentlichung: 30. Juni 2010     |
| 2010 | Fukuyama Fuyu no Daikanshasai Sono Shi: Otoko mo Onna mo Pashipashi Fikofiko! Akogiiro no Fuyuyasumi (福山☆冬の大感謝祭 其の四 ～♂も♀もパシパシ フィコフィコ! アコギ色の冬休み～) | JP36 (1 Wo.)JP | Erstveröffentlichung: 30. Juni 2010     |
| 2010 | Aa, Dai Kanshasai!! (嗚呼、大感謝祭!!) | JP21 (2 Wo.)JP | Erstveröffentlichung: 30. Juni 2010     |
| 2012 | Masaharu Fukuyama We’re Bros. Tour 2011 The Live Bang!! | JP1 (8 Wo.)JP | Erstveröffentlichung: 27. Juni 2012     |
| 2012 | Fukuyama Manatsu no Shotaiken The Live Bang!! in Okinawa (福山☆真夏の初体験 The Live Bang!! in 沖縄) | JP3 (9 Wo.)JP | Erstveröffentlichung: 27. Juni 2012     |
| 2012 | Fukuyama Fuyu no Dai Kanshasai Sono Jūichi Hajimete no Anata, Daijōbu Desu ka? Jōren no Anata, Omataseshimashita: Hontō ni Yatchaimasu! "Mu Hayariuta-sai" (福山☆冬の大感謝祭 其の十一 初めてのあなた、大丈夫ですか？常連のあなた、お待たせしました♡ 本当にやっちゃいます！『無流行歌祭!!』) | JP2 (5 Wo.)JP | Erstveröffentlichung: 27. Juni 2012     |
| 2013 | Fukuyama Fuyu no Dai Kanshasai Sono Jūnishijōsai Dai no 10 Days!! Hotel de Fukuyama: Omae to Game Suru Beautiful Life na Tōkakan (福山☆冬の大感謝祭 其の十二 史上最大の10DAYS!! Hotel de 福山 〜お前とGAMEするBeautiful liveな十日間♡〜)                                                     | JP5 (10 Wo.)JP | Erstveröffentlichung: 26. Juni 2013     |
| 2015 | Fukuyama Masaharu We’re Bros. Tour 2014 Human | JP3 (6 Wo.)JP | Erstveröffentlichung: 8. April 2015     |

### Auszeichnungen für Musikverkäufe
Anmerkung: Auszeichnungen in Ländern aus den Charttabellen bzw. Chartboxen sind in ebendiesen zu finden.
| Land/RegionAuszeichnungen für Musikverkäufe (Land/Region, Auszeichnungen, Verkäufe, Quellen) | Gold       | Platin       | Diamant     | Verkäufe   | Quellen            |
| -------------------------------------------------------------------------------------------- | ---------- | ------------ | ----------- | ---------- | ------------------ |
| Japan (RIAJ)                                                                                 | 30× Gold30 | 63× Platin63 | 7× Diamant7 | 29.500.000 | riaj.or.jp JP2 JP3 |
| Insgesamt                                                                                    | 30× Gold30 | 63× Platin63 | 7× Diamant7 |            |                    |

## Filmografie

### TV-Serien
| Sendetermin                      | Sender          | Titel                         |
| -------------------------------- | --------------- | ----------------------------- |
| 10. Juli, 1991                   | NTV             | Onna Doushi                   |
| 18. Oktober – 20. Dezember, 1991 | TBS             | Ashita ga Aru Kara            |
| 17. April - 26 Juni, 1992        | TBS             | Ai wa Douda                   |
| 16. Oktober – 25. Dezember, 1992 | TBS             | Homework                      |
| 12. April – 28. Juni, 1993       | CX              | Hitotsu Yane no Shita         |
| 1. Oktober, 1993                 | TBS             | Homework Specials             |
| 3. Juli – 18. September, 1995    | CX              | Itsuka Mata Aeru              |
| 14. April – 30. Juni, 1997       | CX              | Hitotsu Yane no Shita 2       |
| 10. April – 26. Juni, 1998       | TBS             | Meguri Ai                     |
| 1. Juni, 1999                    | CX              | Furuhata Ninzaburo            |
| 5. Juli – 20. September, 1999    | CX              | Perfect Love!                 |
| 2. Januar, 2003                  | NTV             | Tengoku no Daisuke e          |
| 9. Januar – 20. März, 2003       | CX              | Bijo ka Yajuu                 |
| 1. Juli / 9. September, 2003     | CX              | WATER BOYS                    |
| 15. Oktober – 17. Dezember, 2007 | CX              | Galileo                       |
| 4. Oktober, 2008                 | CX              | Galileo Φ                     |
| 3. November, 2008                | NTV             | the Naminori Restaurant       |
| 3. Januar – 28. November, 2010   | NHK             | Ryomaden                      |
| 15. April – 24. Juni, 2013       | CX              | Galileo (Staffel 2)           |
| 22. Juni, 2013                   | CX              | Galileo XX                    |
| 1. Juni, 2014                    | FTV (Hong Kong) | You Light Up My Star          |
| 7. März – 10. März, 2016         | CX              | Sakura Zaka Kinpen Monogatari |
| 11. April – 13. Juni, 2016       | CX              | Love Song                     |